# Swingin' Utters
Swingin' Utters (також стилізовано $wingin' Utter$, початково Johnny Peebucks and the Swingin' Utters) американський панк-рок гурт з Каліфорнії заснований наприкінці 1980-их. Після семи років перерви, гурт відновив свою діяльність у 2010 році, та видав ще три альбоми.

## Історія
Johnny Peebucks and the Swingin' Utters утворився у Санта-Крус, Каліфорнія, та згодом гурт переїхав у Сан-Франциско. Початково гурт складався з вокаліста Джонні «Peebucks» Боннеля, гітариста/акордеоніста Даріуса Коські, бас-гітариста Кевіна Вікерсхема, та ударника Грега МакЕнті. Гурт змінив назву на The Swingin' Utters у 1994 році.
Альбом гурту 1995 року, The Streets of San Francisco, переміг у номінації 'Best Debut Album' на Bay Area Music Awards, та їх вперше виступили на Vans Warped Tour.
Вони підписали контракт з лейблом Fat Wreck Chords у 1996, та видали альбом A Juvenile Product of the Working Class того ж року, наступні п'ять альбомів також були видані на даному лейблі.
Гурт гастролював по США разом з The Damned та Dropkick Murphys на початку 2000-них. Також вони виступали разом з Rancid під час спільного турне по Європі.
Пісня гурту «The Lonely» була включена в  саундтрек до фільму 2001 року That Darn Punk, що отримав нагороду Indie Award від Association for Independent Music (AFIM).
Після семирічної перерви, у 2010 гурт видав спільний міні-альбом разом з Brand New Lungs, та повноцінний альбом Here, Under Protest у 2011. Також у 2010 було видано трибют-альбом гурту, Untitled 21: A Juvenile Tribute to the Swingin' Utters.
Гурт видав свій другий альбом після повернення Poorly Formed, на початку 2013 року.  Бас-гітарист Спайк Слаусон залишив гурт, його замінив Майлс Пек.
У квітні 2013 року гурт гастролював по Австралії разом з Dropkick Murphys та Frank Turner. Гурт видав свій новий студійний альбом «Fistful of Hollow» в 2014 році. Який є останнім для одного з засновників гурту барабанщика Грега МакЕнті, який залишив гурт у середині 2015. Його замінив Люк Рей. Лише вокаліст Джонні «Peebucks» Боннель залишився з початкового складу гурту.

## Учасники гурту
Поточні учасники
- Джонні «Peebucks» Боннель — ведучий вокал (1987–дотепер)
- Даріус Коські — гітари, вокал, акордеон (1989–дотепер)
- Джек Дальрімпл — гітара, вокал (2006–дотепер)
- Люк Рей — ударні (2015–дотепер)
- Тоні Тексейра — бас-гітара (2017-дотепер)

Колишні учасники
- Арік Маккенна — гітара (1987—1989)
- Грег МакЕнті — ударні (1987—2015)
- Джоел Дісон — гітара (1989—1992)
- Макс Хубер — гітара, вокал (1992—2002)
- Кевін Вікерсхем — бас-гітара (1987—1997)
- Спайк Слаусон — бас-гітара, вокал (1997—2012)
- Майлс Пек — бас-гітара, вокал (2012—2017)

Схема

## Дискографія

### Студійні альбоми
- The Streets of San Francisco — 1995
- A Juvenile Product of the Working Class — 1996
- Five Lessons Learned — 1998
- Swingin' Utters — 2000 — CMJ No. 50[10]
- Dead Flowers, Bottles, Bluegrass, and Bones — 2003
- Here, Under Protest — 2011
- Poorly Formed — 2013
- Fistful Of Hollow — 2014
- Peace and Love — 2018

### Збірки
- More Scared: The House of Faith Years — 1996
- Hatest Grits: B-Sides And Bullshit — 2008
- Drowning in the Sea, Rising with the Sun — 2017

### Концертні альбоми/міні-альбоми
- Live at the Fireside Bowl EP — 1996
- Live in a Dive — 2004

### Сингли/Міні-альбоми
- Scared — 1992
- Gives You Strength EP — 1992
- No Eager Men — 1993
- Nothing To Rely On — 1995
- The Sounds Wrong EP — 1995
- I Need Feedback — 1998
- Brazen Head E.P. — 1999
- Teen Idol Eyes — 1999
- «Fat Club» — 2001
- Brand New Lungs — 2010
- «Taking The Long Way» — 2010
- The Librarians Are Hiding Something — 2012
- Stuck in a Circle — 2013

### Спільні записи
- Swingin' Utters/Slip (спільний сингл разом з Slip) — 1994
- Swingin' Utters/UK Subs (спільний сингл разом з UK Subs) — 1995
- Bombing the Bay (разом з AFI) — 1997
- BYO Split Series Volume II (разом з Youth Brigade) — 1999
- Der Glorreiche 7" Klub#4 (разом з Wham Bam Bodyslam) — 2012
- Swingin' Utters/Modern Action (split single) (Modern Action Records 2013)

### Поява на збірках
- «Five Lessons Learned»- Tony Hawk's Pro Skater 2
- «Stupid Lullabies» — Dave Mirra Freestyle BMX
- «Eddie's Teddy» — The Rocky Horror Punk Rock Show
- «The Lonely» — That Darn Punk
- «Dirty sea»- Keep the Beat, Hairball 8 records — 1996
- «Reggae Gets Big In A Small Town» — Mighty Attack — 1999
- «Teenage Genocide» — Hardcore Breakout USA 1,2,3,... — 2004
- «Not Your Savior» — The Songs of Tony Sly: A Tribute — 2013

### DVD
- Live at the Bottom of the Hill (2003)